# トロンケット
トロンケット（伊・英: Tronchetto）は、イタリア共和国北部のヴェネツィアの潟にある人工島であり、ヴェネツィア本島の西端に位置している。『ニューアイランド』を意味する「イーゾラヌオーヴァ (Isola nuova)」としても知られる。
1960年代に人工島が建造されてからは、自分達の車で市内を移動できない観光客向けの駐車場として、現在利用されている。
市内中心部の端にあり、ヴェネツィアの主要なバスステーションであるローマ広場とトロンケットを、ヴェネツィア・ピープル・ムーバーが結んでいる。

## ギャラリー

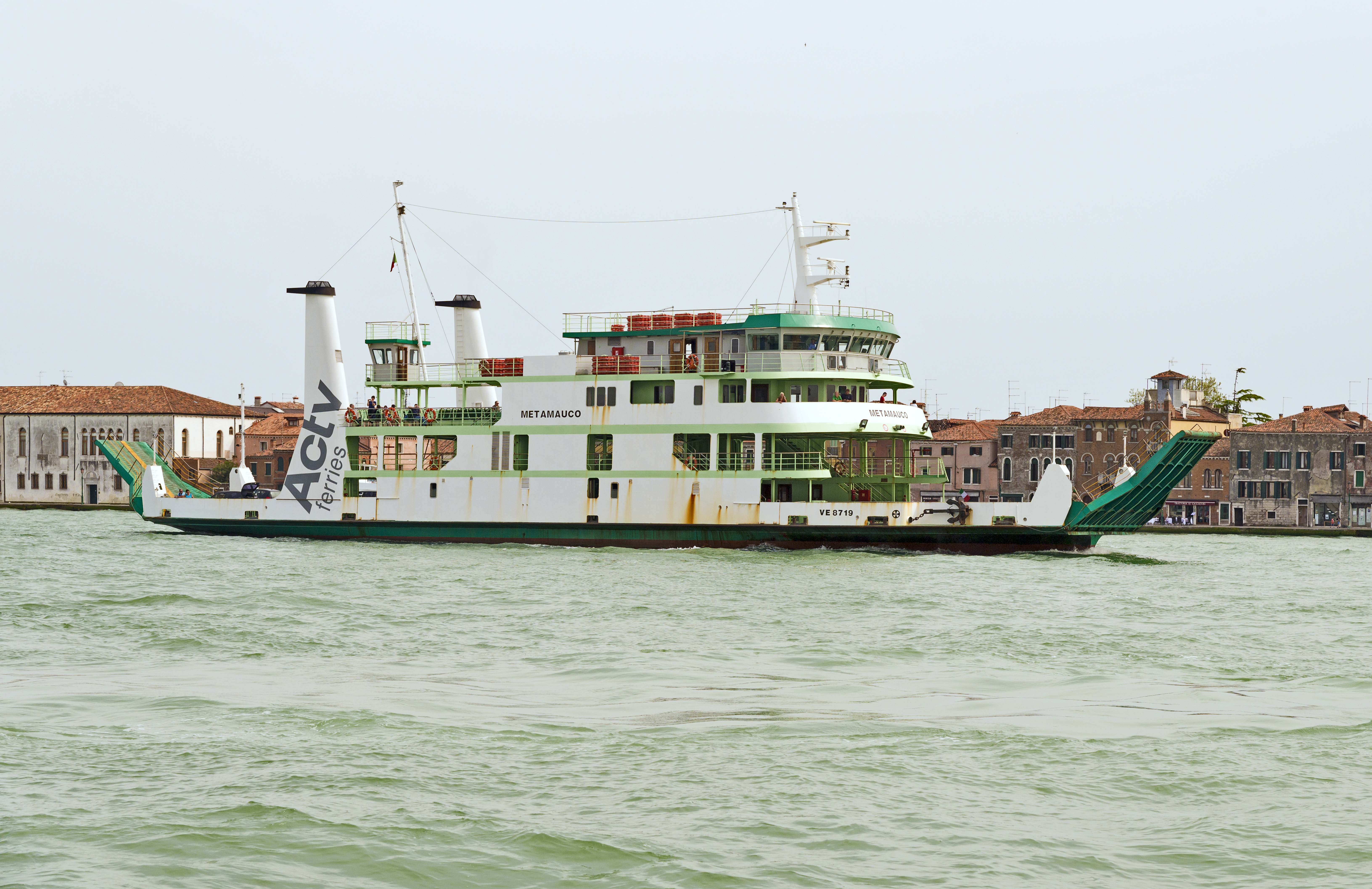
トロンケットからリード・ディ・ヴェネツィアへのフェリー
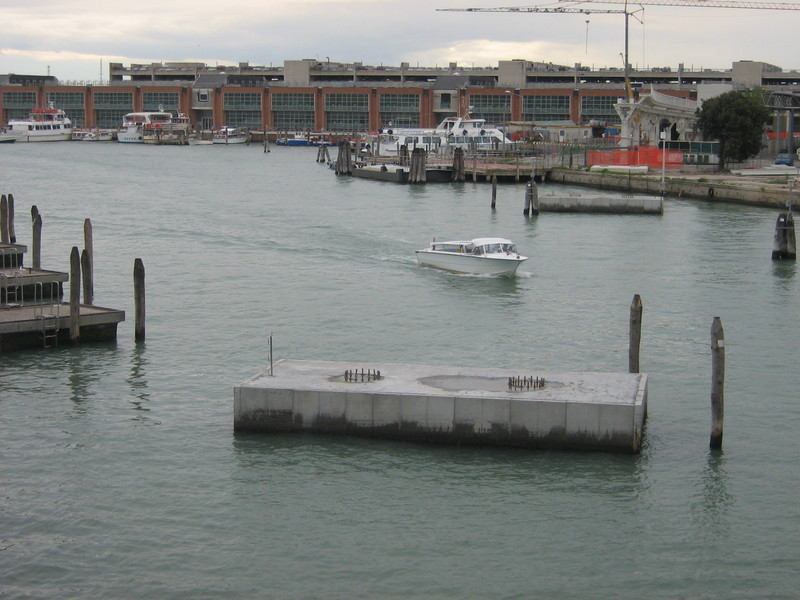
建設中のピープル・ムーバー
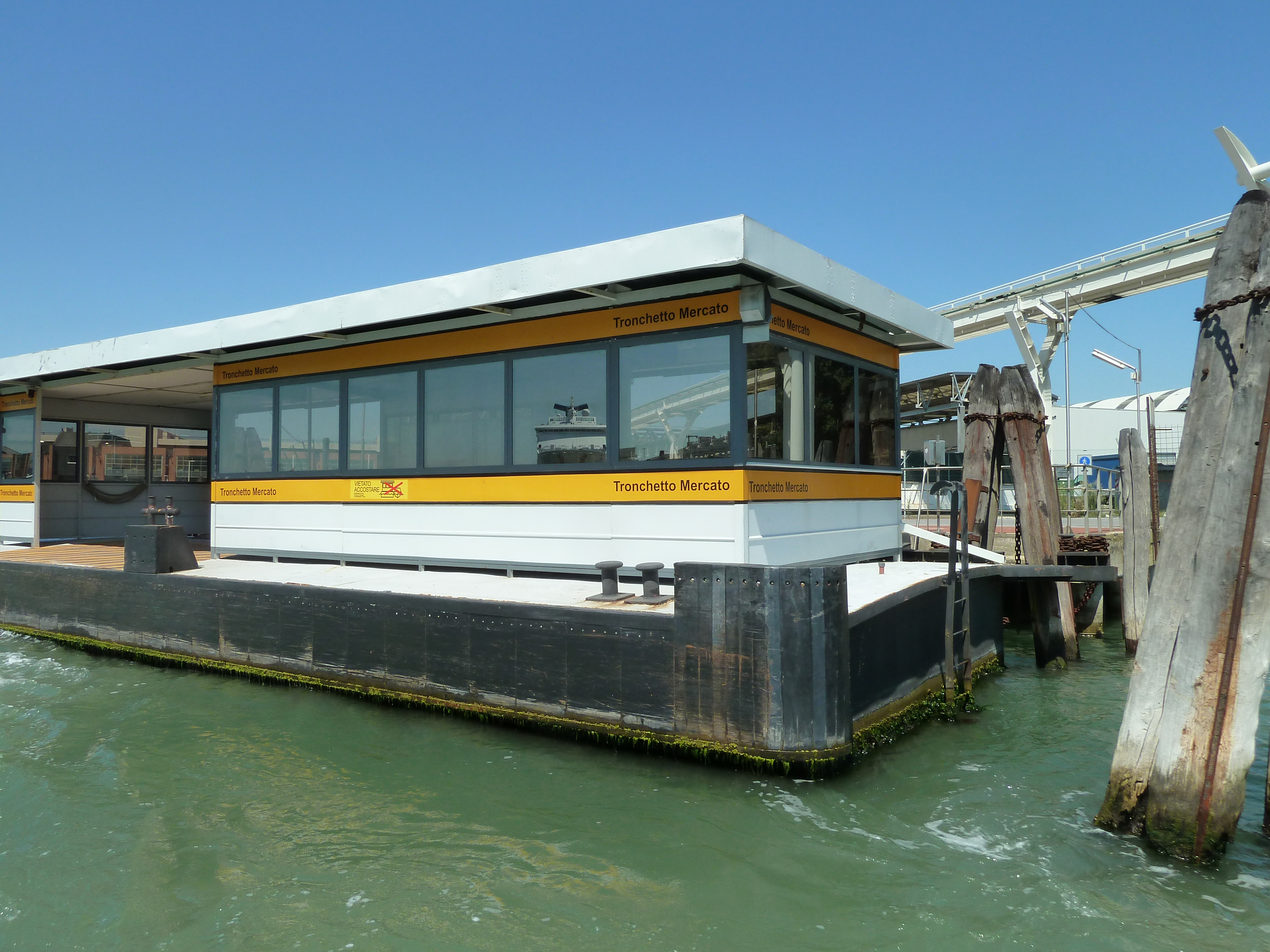
トロンケット・マーケット・ストップ